# 555 タイマー
555タイマーICは、タイマーやパルス生成や発振回路など多用途に使用される集積回路（IC）。発振回路やフリップフロップとして時間遅延を提供する。
1971年にハンス・R・カーメンツンドによってシグネティクス社（※）との契約の下で設計され、1972年 にシグネティクス社から発表されたものである。（※シグネティクスは後にフィリップス・セミコンダクター（現在のNXPセミコンダクターズ）に買収された。）
価格が安く、多用途に使え、安定性が高いことによって世界中で広く使われるようになったICであり、たとえば2003年の1年間だけでもおよそ10億個が生産され、これまで製造された中で最も有名な集積回路となった。
派生品としてひとつのパッケージに2回路を収めた「556」や4回路を収めた「558」もある。オリジナルのバイポーラ品の他に、（2006年時点で）多くのメーカーにより低電力のCMOS品も生産されている。

## 歴史
（ハンス・R・カーメンツンドは1934年にスイスのチューリッヒで生まれ、同国のカレッジで教育を受け、1960年にアメリカに移住した人物で）彼は1962年、マサチューセッツ州バーリントンにあるP.R.マロリーの物理化学研究所に入所した。そこでラジオ向けのパルス幅変調 (PWM) アンプを設計したが、当時はそれと一緒に用いるパワートランジスタが存在しなかったため、商業的には成功しなかった。カーメンツンドはジャイレータや位相同期回路 (PLL) といったチューナーに興味を持つようになる。1968年にはPLL ICを開発するシグネティクスに移籍した。シグネティクスでは周波数が電源電圧や温度に影響されないPLL用発振器を開発していた。しかし、不況の影響を受けてシグネティクスは半数の従業員を解雇し、開発は凍結された。
カーメンツンドはPLL用発振器に基づく普遍的回路の開発を提案し、給料の半分をカットする代わりに会社の機器を借りてそれを一人で開発することを申し出た。他の技術者たちは、その製品は既存の部品から作れると異論を述べたが、営業部長がそのアイデアに賛同した。アナログICに割り当てられていた500番台から、「555」という特別な番号が選ばれた。

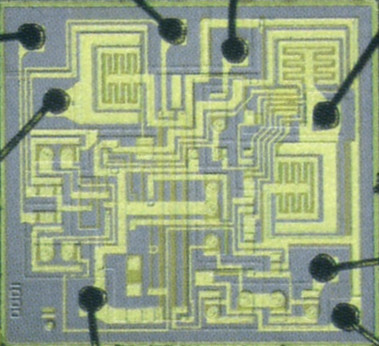
最初の555のダイ写真（1971年）

カーメンツンドはノースイースタン大学で回路設計を教えるために朝は教壇に立ち、夜は修士号を取得するために同じ大学へ通った。1971年夏頃に最初の設計レビューが行われた。レビューは何も問題なくレイアウト設計に進んだ。その数日後、彼は定電流源を使う代わりに直接抵抗を使うアイデアを思いつき、定電流源がなくても同じように機能することを発見した。この変更でピンの数を9ピンから8ピンに減らしたことで、ICは14ピンパッケージの代わりに8ピンパッケージに実装できるようになった。2度目の設計レビューを合格し、プロトタイプは1971年10月に完成した。最初のデザインレビューに出席してシグネティックスを退職した技術者が会社を設立し、既にその9ピンのコピーを発売していたが、555が発売されるとすぐに撤退した。555は1972年までに12社で製造されてベストセラーになった。

## 設計

内部等価回路図（バイポーラ版）

内部等価回路図（CMOS版）

製造元にもよるが、標準的な555パッケージは25個のトランジスタ、2個のダイオードおよび15個の抵抗器を1個の8ピン・ミニ・デュアルインライン・パッケージ（DIP-8）シリコンチップに搭載している。派生品に556（2個の555を14ピンDIPワンチップに統合）、558や559（4個の555改変版を統合した16ピンDIP。DISやTHRで内部接続し、TRをレベル検出ではなく立ち下がりエッジ検出としている。）が存在する。
標準モデルのNE555は0℃から70℃の温度で動作し、軍用モデルのSE555は-55℃から+125℃で動作する。これらはどちらも高信頼性のメタル缶パッケージ（Tパッケージ）と廉価なエポキシプラスチックパッケージ（Vパッケージ）が用意されており、完全な部品番号はNE555V、NE555T、SE555V、SE555Tとなっている。555の名前は3個の5kオーム抵抗が使われていることに由来するという仮説があったが、カーメンツンドは気まぐれでその番号を選んだと語っている。
7555やCMOS版TLC555などの低電力版555も存在する。7555は旧型の555よりも供給ノイズを抑え、メーカーはCONTピンのコンデンサが不要で多くの場合電源部にバイパスコンデンサは不要であると説明している。ただし、タイマーや電源電圧の変動によって生成されるノイズが回路の他の部品と干渉したり、そのスレッショルド電圧に影響を与えることも考慮する必要がある。

### ピン

ピン配置図

DIPパッケージのピン配置は次のようになっている。
| Pin | 名称        | 役割 |
| --- | ----------- | --- |
| 1   | GND         | グラウンド基準電圧、ローレベル (0 V) |
| 2   | TRIG        | タイマーのOUT出力はTRIGピンに加えられる電圧の振幅に依存する。TRIG電圧をCTRL電圧の1/2以下にしたときOUTがハイレベルになりタイミングインターバルを開始する（CTRLピンをオープンにした時はCTRL電圧が標準でVCCの2/3になるためVCCの1/3以下で開始する）。THR電圧より優先されTRIG電圧をローレベルにしている限りOUTはハイレベルになる。 |
| 3   | OUT         | ハイレベル出力時は+VCCより約1.7V低い電圧、ローレベル出力時はGND電圧でドライブされる。 |
| 4   | RESET       | GNDに落とすとタイミングインターバルがリセットされ、約0.7V以上になるまで再始動しない。THRおよびTRIGよりも優先される。 |
| 5   | CTRL (CONT) | タイミングインターバル制御の基準電圧を提供する（ピンをオープンにした時は標準でVCCの2/3になる）。 |
| 6   | THR         | THR電圧をCTRL電圧以上にした時はOUTがローレベルとなりタイミングインターバルが終了する（CTRLピンをオープン時にした時は標準でVCCの2/3以上で終了する）。 |
| 7   | DIS         | インターバル停止中(終了後)はオープンコレクタ出力としてコンデンサの放電などに使用する。OUT出力と同位相でOUTがハイレベル時はHi-Z出力、ローレベル時はローレベルを出力する。 |
| 8   | VCC         | 多くの場合、3Vから15Vの正電源。 |

5番ピンは制御電圧ピン (CONTROL VOLTAGE pin) と呼ばれることがある。制御電圧入力に電圧をかけるとデバイスのタイミング特性を変化させることができる。多くの用途では制御電圧入力は使われない。通常は干渉を防ぐため5番ピンと0Vの間に10nFのコンデンサを接続する。制御電圧入力はFM出力の無安定マルチバイブレーターを製作するために使われることがある。

### モード
555チップは3つの動作モードを持っている:
1. 両安定モード (Bistable mode) またはシュミットトリガ - DISピンが未接続かつコンデンサを使用しない場合、555はフリップフロップとして動作させることができる。チャタリング防止スイッチへの用途を含む。
2. 単安定モード (Monostable mode) - このモードでは555は「ワンショット」パルス発生器として動作する。用途としてはタイマー、パルス停止検出、チャタリング防止スイッチ、タッチスイッチ、周波数分周器、コンデンサ計測、パルス幅変調（PWM）などがある。
3. 無安定モード (Astable mode) - 555を発振回路として動作させることができる。LEDやランプ点灯器、パルス発生器、論理クロック、トーン発生器、セキュリティアラーム、パルス位置変調（PPM）などがある。555はアナログ値をパルス長に変換する単純なADCとして用いることもできる（サーミスタをタイミング抵抗として使う場合、温度センサーで555を使用して出力パルスの周期から温度を検出する。）。マイクロプロセッサベースの回路ではパルス周期を温度へ変換し、直線化して補正された中間値を得られる。

#### 両安定 (Bistable)

両安定モードでの555接続図

両安定モード（あるいはシュミットトリガモード）では、555タイマーは基本的なフリップフロップとして振る舞う。スレッショルド入力は単純に浮かせておいて、トリガーとリセット入力（555では各2番ピンと4番ピン）はプルアップ抵抗でハイにしておく。このように設定すると、トリガーをグラウンドに落としたときに「セット」されたものとして動作し、出力ピン（3ピン）はVCC（ハイ）に遷移する。両安定設定にはタイミングコンデンサは必要ない。5番ピン（電圧制御）は小容量のコンデンサ（通常は0.01から0.1μF）でグラウンドに接続する。7番ピンは浮かせておく。

#### 単安定 (Monostable)

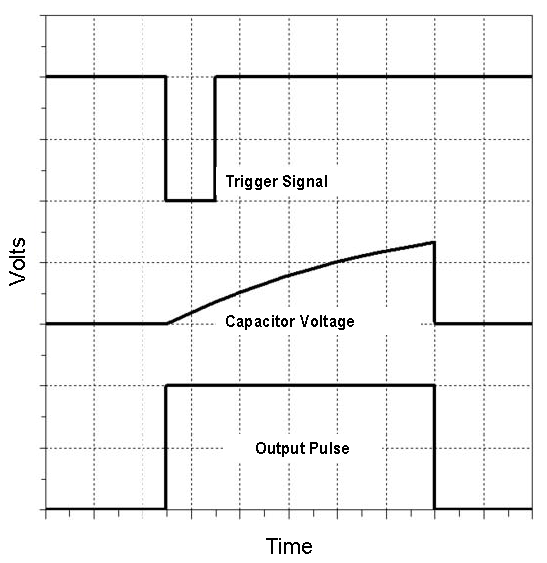

供給電圧の2/3とコンデンサ上の電圧が等しくなったとき、出力パルスがローになる。出力パルス幅は応用先によってRやCの値を調整することで変えることができる。

単安定モードでの555接続図

出力パルス幅をt、つまり供給電圧の2/3がCに充電されるまでにかかる時間は、tを秒数、Rをオーム、Cをファラドとして次のようにして求められる。
{\displaystyle t=\ln(3)\cdot RC\approx 1.1RC}
ICを単安定モードとして使用する時の主なデメリットは、2つのトリガーパルス間の時間がRC時定数よりも大きくなければならないことである。逆に、インターバルが狭いパルスを無視するにはRC時定数を不正なトリガー間のインターバルよりも大きくすれば良い。（例：スイッチのチャタリングを無視する用途）

#### 無安定 (Astable)

無安定モードでの555接続図

無安定モードでは、555タイマーは特定の周波数で三角波パルスを出力し続ける。抵抗R1がVCCとDISピンの間に接続されていて、もう一つの抵抗がDISピンと、コモンノードを共有するトリガーピンおよびスレッショルドピンとの間に接続される。したがって、コンデンサがR1とR2を通して充電され、サイクルのロー出力期間中は7番ピンは低抵抗のためR2を通してのみ放電される。そしてコンデンサが放電される。
無安定モードでは、パルス出力の周波数はR1、R2、Cの値で決定される。
{\displaystyle f={\frac {1}{\ln(2)\cdot C\cdot (R_{1}+2R_{2})}}}
各パルスのハイ時間は次のようにして与えられる。
{\displaystyle \mathrm {high} =\ln(2)\cdot C\cdot (R_{1}+R_{2})}
また、各パルスのロー時間は次のようにして与えられる。
{\displaystyle \mathrm {low} =\ln(2)\cdot C\cdot R_{2}}
R1とR2はオームを単位とする抵抗値で、Cはファラドを単位とするコンデンサの容量。
R1の定格電力は{\displaystyle {\frac {V_{cc}^{2}}{R_{1}}}}よりも大きくなければならない。
特にバイポーラタイプの555では、R1の値を低くしてはならない。内部ブロックダイアグラムを見てわかるように、コンデンサCが放電される際、DISピンはほぼ接地電位になるためである。一方で出力のロー時間は上で計算されるよりも大きな値になるだろう。電源オン時はコンデンサが0VからVCCの2/3まで充電されるが、その後のサイクルではVCCの1/3から2/3までしか充電されないため、最初のサイクルは計算上の時間よりもかなり長くなる。
出力のハイ時間をロー時間よりも短くする（デューティサイクルを50%未満）には、小容量のダイオードを用いてカソードをコンデンサ側にしてR2と並列に配置する。これはサイクルのハイ部分でR2をバイパスするため、ダイオード両端の電圧降下に基づいた調整でハイ期間中はR1とCのみに依存する。ダイオード両端の電圧降下はコンデンサへの充電を遅らせるため、ハイ時間は想定よりも長くなる。ロー時間は上と同じになる。バイパスダイオードを付けると、ハイ時間は、
{\displaystyle \mathrm {high} =R_{1}\cdot C\cdot \ln \left({\frac {2V_{\textrm {cc}}-3V_{\textrm {diode}}}{V_{\textrm {cc}}-3V_{\textrm {diode}}}}\right)}
Vdiodeはダイオードの「オン」電流がVCC/R1の1/2の時で、データシートやテストにより決まる。さらに例を挙げると、VCC=5かつVdiode=0.7の時、オン時間は1.00R1Cで「想定される」0.693R1Cよりも45%長くなる。VCC=15かつVdiode=0.3の時、オン時間は0.725R1Cで0.963R1Cにより近づく。Vdiode=0の場合、方程式は0.693R1Cに減少する。
このモードのRESET処理は明確に定義されていない。いくつかのメーカーの実装では、RESETがローの時に他の出力がハイまたはローになる。
2個の抵抗を使った無安定構成では50%のデューティサイクルを作ることはできない。50%のデューティサイクルを生成するには、R1を除去し、7番ピンを接続せず、R2の供給側を3番出力ピンに接続する。この回路は反転ゲートを発振器として使うことと似ているが、無安定構成より部品が少なくなり、TTLまたはCMOSゲートよりも高い出力電流を得られる。555または反転ゲートタイマー用のデューティサイクルは正確な50%ではなく、ハイまたはローの状態でそれぞれ異なる内部抵抗になり、デバイスの出力ピンからタイミングネットワークが供給されるため、ハイの間は出力がドライブされている。(ハイ側のドライブは電気抵抗が増える傾向にある。)

## 仕様
この仕様はNE555に当てはまる。他の555タイマーは軍用や医療用などのグレードによって仕様が異なる。
| 供給電圧 (VCC)         | 4.5 to 15 V          |
| 供給電流 (VCC = +5 V)  | 3 to 6 mA            |
| 供給電流 (VCC = +15 V) | 10 to 15 mA          |
| 定格電流               | 200 mA               |
| 最大消費電力           | 600 mW               |
| 消費電力（動作最小値） | 30 mW@5V, 225 mW@15V |
| 動作温度               | 0 to 75 ℃            |

## パッケージ
1972年にシグネティクスは8ピンDIPで555タイマーをリリースし、8ピンTO-5メタル缶パッケージ、および14ピンDIPパッケージで556タイマーをリリースした。現在、555はスルーホールパッケージでDIP-8およびSIP-8（1.27mm幅）、表面実装パッケージでSO-8（1.27mm幅）、SSOP-8 / TSSOP-8 / VSSOP-8（0.65mm幅）、BGA（0.5mm幅）が存在する。Microchip/Micrel MIC1555では555 CMOSタイマーが3ピン少ないSOT23-5（0.95mm幅）表面実装パッケージで利用できる。

## 派生品
CMOS版を含む多くのピン互換品が様々な企業によって作られている。同じチップに2つまたは4つのタイマーを統合したより大きなパッケージも存在する。555は次のような型番が知られている。
| 製造元                      | 型番                    | 注釈                        |
| --------------------------- | ----------------------- | --------------------------- |
| Custom Silicon Solutions    | CSS555/CSS555C          | CMOS from 1.2 V, IDD < 5 µA |
| CEMI                        | ULY7855                 |                             |
| ECG Philips                 | ECG955M                 |                             |
| Exar                        | XR-555                  |                             |
| フェアチャイルド            | NE555/KA555             |                             |
| GoldStar（後のLG電子）      | GSC555                  | CMOS                        |
| ハリス・コーポレーション    | HA555                   |                             |
| 日立                        | HA17555                 |                             |
| IK Semicon                  | ILC555                  | CMOS from 2 V               |
| インターシル                | SE555/NE555             |                             |
| インターシル                | ICM7555                 | CMOS                        |
| Lithic Systems              | LC555                   |                             |
| Maxim                       | ICM7555                 | CMOS from 2 V               |
| モトローラ                  | MC1455/MC1555           |                             |
| ナショナル セミコンダクター | LM1455/LM555/LM555C     |                             |
| ナショナル セミコンダクター | LMC555                  | CMOS from 1.5 V             |
| NTE Sylvania                | NTE955M                 |                             |
| レイセオン                  | RM555/RC555             |                             |
| RCA                         | CA555/CA555C            |                             |
| STマイクロエレクトロニクス  | NE555N/ K3T647          |                             |
| STマイクロエレクトロニクス  | TS555                   | CMOS from 2 V               |
| テキサス・インスツルメンツ  | SN52555/SN72555         |                             |
| テキサス・インスツルメンツ  | TLC555                  | CMOS from 2 V               |
| USSR                        | К1006ВИ1                |                             |
| X-REL Semiconductor         | XTR655                  | -60℃から250+℃で動作         |
| Zetex                       | ZSCT1555 (discontinued) | down to 0.9 V               |
| NXPセミコンダクターズ       | ICM7555                 | CMOS                        |
| HFO / 東ドイツ              | B555                    |                             |

### 556デュアル・タイマー

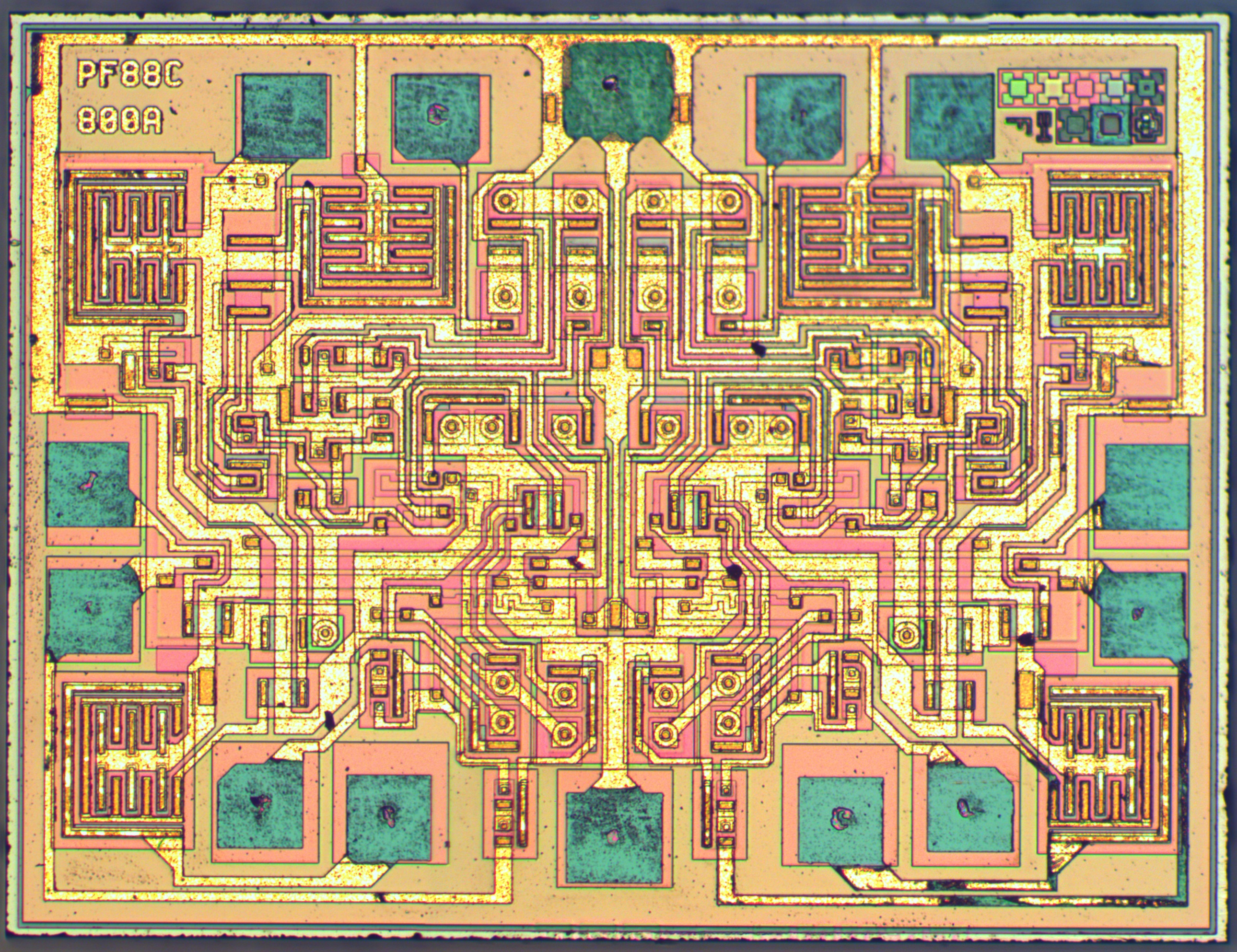
STマイクロエレクトロニクスによって製造された556デュアル・タイマー

2回路品は556と呼ばれる。555を2個丸ごと14ピンDILに搭載している。

### 558クアッド・タイマー

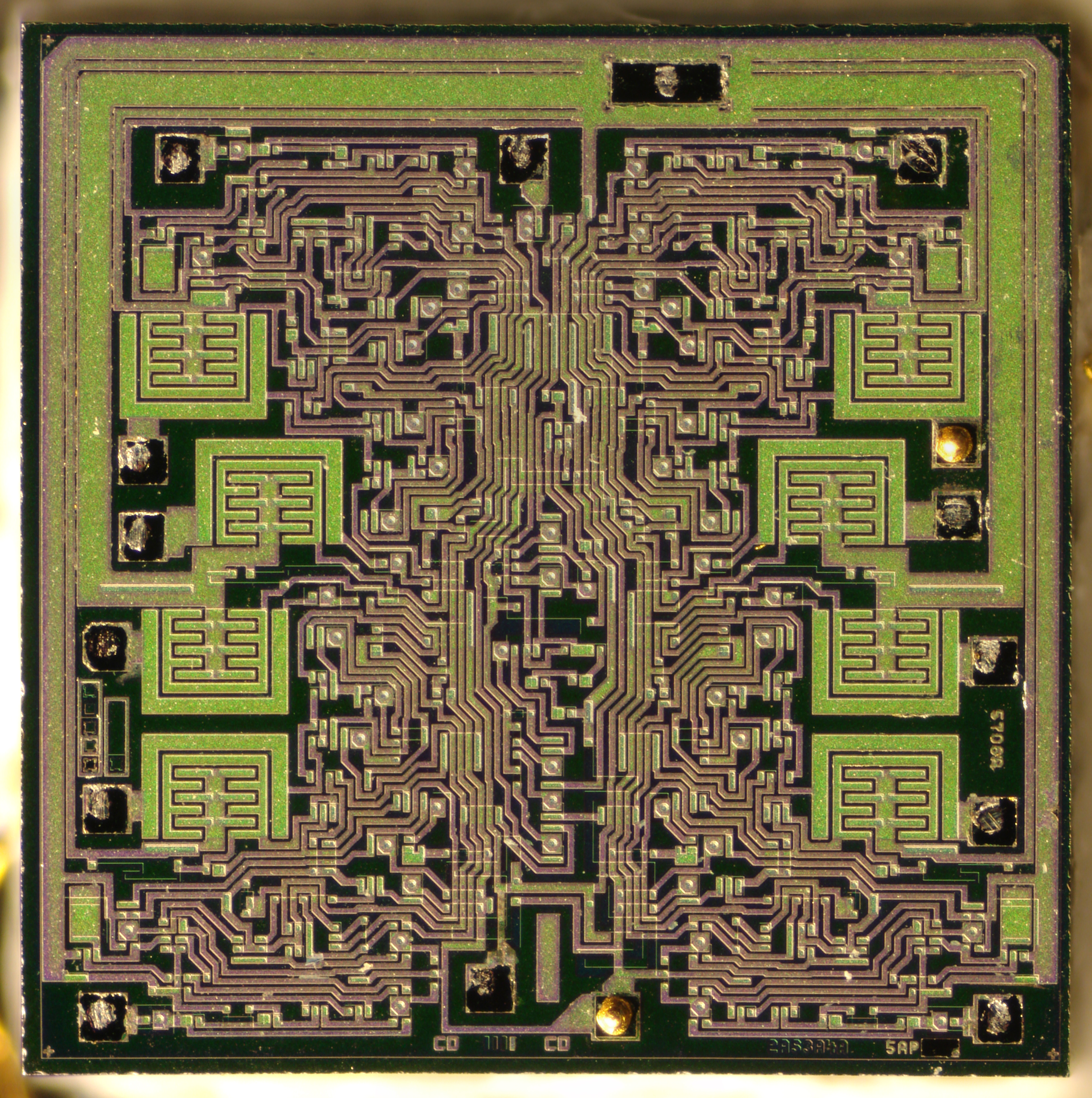
558クアッド・タイマーのダイ写真

4回路品は16ピンで558と呼ばれる。4個の555を16ピンパッケージに取り込み、電源、制御電圧、リセット入力を4個全てのモジュールで共有している。各モジュールの放電やスレッショルド回路は内部で互いに接続されている。

## 応用例

### 558クアッド・タイマーを使ったジョイスティック・インターフェース回路
Apple II マイクロコンピュータは4回路品の558を単安定モード（ワンショットモード）で使用し、1台のホストに最大4台のパドルまたは2台のジョイスティックを接続することができる。ディスプレイカーソルの点滅にも1個の555が使われている。
IBM PCでも類似の回路が使われている。IBM PCのジョイスティックインターフェース回路では、RC回路のコンデンサはたいてい10nFの容量である。RC回路の抵抗は2.2KΩの外部抵抗とともにジョイスティック内部のポテンショメータで構成される。ジョイスティックのポテンショメータは可変抵抗として振る舞う。ジョイスティックを動かすと、ジョイスティックの抵抗は最小値から100kΩほどに増加する。ジョイスティックは5Vで動作する。
ホスト側コンピュータで動作するソフトウェアは特殊なアドレス（ISAバスI/O 201h）に書き込むことでジョイスティックの位置を検出する処理を開始する。これによってクアッドタイマーのトリガー信号が発生し、RC回路の容量で充電し始めクアッドタイマーからパルスを出力させる。パルス幅はCが5Vの2/3まで充電されるまでにかかる時間によって決まる。ソフトウェアはパルス幅を計測してジョイスティックの位置を判断する。広いパルス幅はジョイスティックの位置が最も右にあることを示し、狭いパルス幅はジョイスティックの位置が最も左にあることを示す。